# Мечетлино
Мечетлино (баш. Мәсетле) — село в Салаватском районе Башкортостана, административный центр Мечетлинского сельсовета.

## Население
| 2002 | 2009 | 2010 |
| ---- | ---- | ---- |
| 648  | ↗754 | ↘713 |

97% население - башкиры.

## Географическое положение
Находится на правом берегу реки Юрюзани.
Расстояние до:
- районного центра (Малояз): 24 км,
- ближайшей ж/д станции (Кропачёво): 53 км.

## Религия
В селе есть мечеть.

## Известные уроженцы
- Галин, Венер Ягафарович (род. 2 апреля 1937) — советский и российский учёный в области механики, лауреат Государственной премии РФ (2000)[4][5].